# Parasiccia
Parasiccia is een geslacht van vlinders van de familie spinneruilen (Erebidae), uit de onderfamilie Arctiinae.

## Soorten
- P. altaica Lederer, 1855
- P. chinensis Daniel, 1951
- P. dentata Wileman, 1911
- P. fasciata Butler, 1877
- P. fuscipennis Hampson, 1914
- P. maculata Poujade, 1886
- P. maculifascia Moore, 1878
- P. marginipuncta Talbot, 1926
- P. nebulosa Wileman, 1914
- P. nocturna Hampson, 1900
- P. ochrorubens (Mabille, 1900)
- P. perirrorata Hampson, 1903
- P. punctatissima Poujade, 1886
- P. punctilinea Wileman, 1911
- P. shirakii Matsumura, 1930